# CEDNIK-Syndrom
Das CEDNIK-Syndrom gehört zu den sehr seltenen angeborenen Syndromen mit Keratoderma, einer die Haut betreffenden Verhornungsstörung (Hyperkeratose) und zusätzlichen Entwicklungsstörungen des Nervensystems.
Der Begriff ist ein Akronym für CErebrale Dysgenesie, Neuropathie, Ichthyose und palmo-plantares Keratoderm.
Die Erstbeschreibung erfolgte im Jahre 2005 durch den Israelischen Arzt Eli Sprecher.

## Verbreitung
Die Häufigkeit wird mit unter 1 zu 1.000.000 angegeben, die Vererbung erfolgt autosomal-rezessiv. Bislang wurden etwa 10 Patienten aus zwei  Familien beschrieben.

## Ursache
Der Erkrankung liegen Mutationen im SNAP29-Gen im Chromosom 22 am Genort q11.2 zugrunde, welches für das SNAPE-Protein kodiert.

## Klinische Erscheinungen
Klinische Kriterien sind:
- Manifestation im  Neugeborenen- oder Kleinkindesalter
- typische Gesichtsdysmorphien mit Hypertelorismus, breiter Nasenwurzel, antimongoloide  Lidspalte
- mangelnde Kopf- und Rumpfkontrolle
- umherschweifende Augenbewegungen